# Borsa (liturgia)

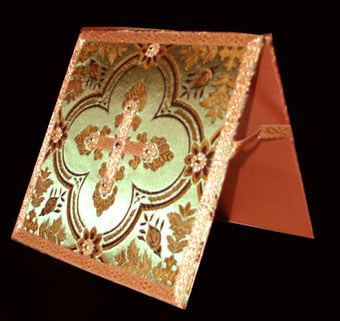
Una borsa per uso liturgico

La borsa è un oggetto liturgico cattolico e serve per custodire il corporale.

## Caratteristiche e funzioni
La borsa liturgica è costituita da due quadrati di cartone rigido uniti tra loro su tre lati e aperti su uno, in modo da permettere l'inserimento del corporale. Deve essere rivestita, almeno esternamente, con stoffa dello stesso colore e della stessa materia dei paramenti sacri, mentre l'interno può essere di seta o di lino. Non è necessario che vi sia impressa una croce, ma può essere decorata con motivi ornamentali.
L'uso della borsa è prescritto dal Messale Romano e obbligatorio in tutte le celebrazioni in cui si utilizza il corporale. Quando il sacerdote celebra la Messa o distribuisce la comunione fuori dalla Messa, deve portare con sé la stessa borsa utilizzata sull'altare, che deve essere del medesimo colore della stola.
Per la distribuzione dell'eucaristia agli infermi, si impiega invece una seconda borsa liturgica, tipicamente di seta bianca, con fondo rotondo e rinforzato per accogliere la pisside o una piccola teca contenente le particole. Tale borsa si chiude in alto con un cordone che permette di appenderla al collo. È distinto l'uso della borsa per l'Olio Santo, per il quale si impiega una borsa specifica di colore violaceo. La Sacra Congregazione dei Riti ha inoltre proibito l'utilizzo delle borse liturgiche destinate ai corporali per la raccolta delle elemosine.

## Storia
L'introduzione della borsa liturgica è legata alla riduzione delle dimensioni del corporale, avvenuta nel corso del Medioevo. In precedenza, quando il corporale era di dimensioni maggiori, esso veniva conservato in apposite cassette lignee oppure trasportato all'altare all'interno del Liber Sacramentorum.
L'uso della borsa come contenitore specifico del corporale è documentato a partire dall'XI secolo. Il liturgista Gavanto ne attribuisce l'istituzione al Concilio di Reims, tenutosi nel secolo XI. Da allora, la borsa divenne parte integrante delle suppellettili sacre, fino a essere prescritta ufficialmente dalle rubriche del Messale tridentino.